# Catocala fortis
Catocala fortis là một loài bướm đêm trong họ Erebidae.